# Baborów
Baborów (en silésien : Baborůw) est une ville dans la voïvodie d'Opole, dans le district de głubczyckim.
La ville est située au bord de la Psiną.

## Histoire
Le nom de Baborów est mentionné pour la première fois en 1296. La ligne de train Głubczyce-Racibórz est inaugurée en 1856.

## Jumelages
- Teublitz (Allemagne)
- Hradec nad Moravicí (Tchéquie)